# Dortmunder U

Logo Dortmunder U

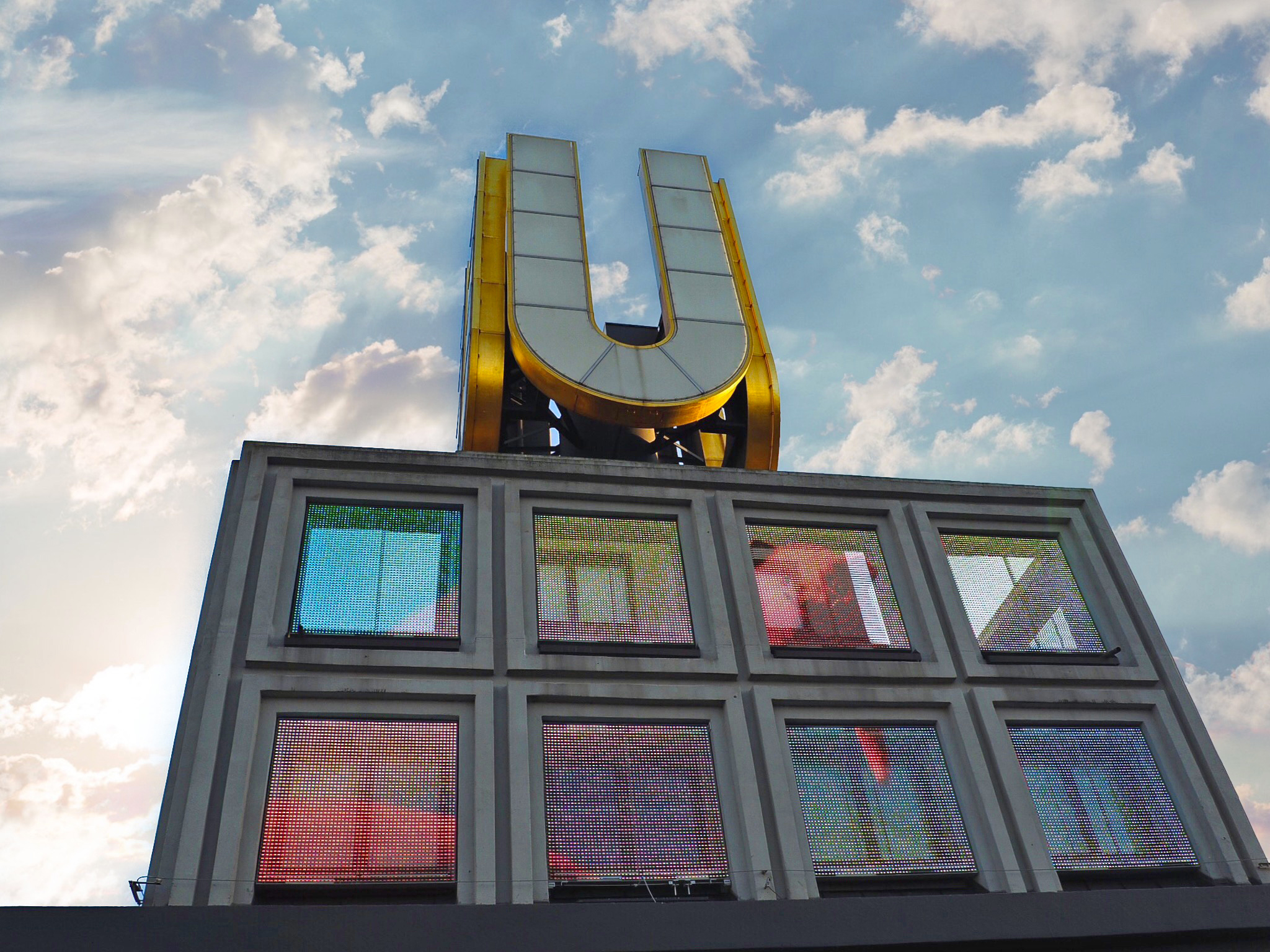
Das namengebende „U“ (2018)

Das Dortmunder U, auch U-Turm genannt, ist ein 1926/1927 als „Gär- und Lagerkeller“ der Dortmunder Union Brauerei errichtetes Hochhaus am westlichen Rand der Dortmunder City. Der Name ist abgeleitet von dem 1968 auf dem Hauptturm aufgebrachten und 2008 komplett restaurierten Firmenzeichen der Brauerei: ein vierseitiges, neun Meter hohes, vergoldetes und beleuchtetes „U“ nach einem Entwurf des Architekten Ernst Neufert.
Nach der Verlagerung des Brauereistandorts 1994 blieb von den Betriebsgebäuden nur das unter Denkmalschutz stehende, bekannteste Bauwerk des Dortmunder Ingenieurs und Architekten Emil Moog stehen. Das Dortmunder U und die Müser-Brauerei in Bochum sind baugleich und wurden beide vom Architekten Moog entwickelt. Die Stadt Dortmund erwarb 2007 das Areal und ließ das bis dahin leer stehende „Dortmunder U“ für die Kulturhauptstadt Europas – RUHR.2010 zum Zentrum für Kunst und Kreativität umbauen. Es beherbergt u. a. das Museum Ostwall und den Hartware Medienkunstverein.
Gründungsdirektor war Andreas Broeckmann, der 2011 an die Universität Lüneburg wechselte. 2017 übernahm der Kunstwissenschaftler und Generaldirektor des Centraal Museum in Utrecht, der Niederländer Edwin Jacobs, die Leitung des U, ebenso die Leitung des im U beheimateten Museums Ostwall. Dieser verließ das Haus bereits wieder zum 1. September 2020. Am 25. März 2021 wählte der Rat der Stadt Dortmund Stefan Heitkemper zum neuen Leiter des Dortmunder U.

## Lage

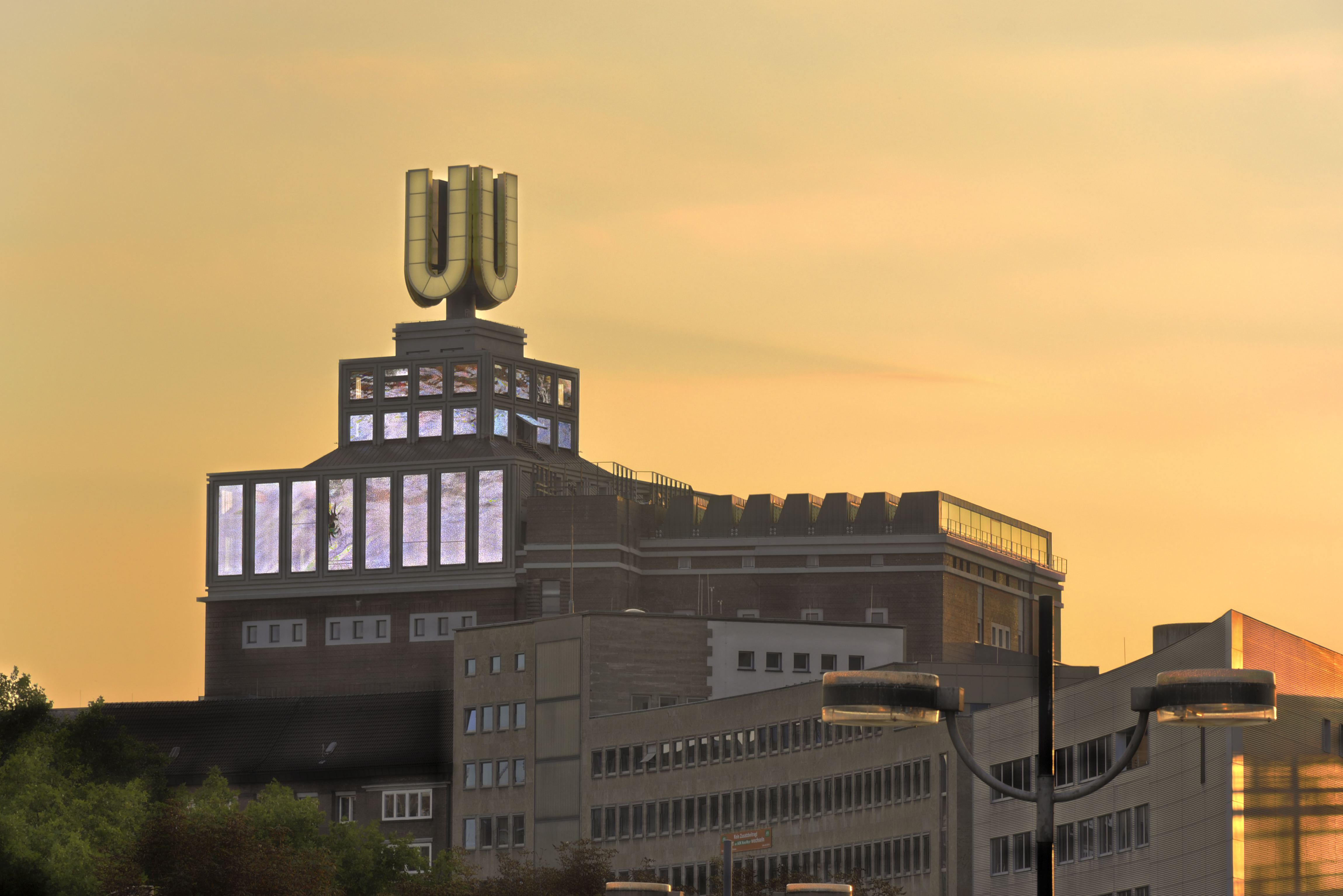
Lage des Dortmunder U am Königswall

Das Dortmunder U liegt an der Leonie-Reygers-Terrasse, benannt nach der Gründungsdirektorin des Museum Ostwall, das sich seit 2010 ebenfalls im U-Turm befindet, zwischen der Rheinischen Straße und den Gleisanlagen des Dortmunder Hauptbahnhofs. Es ist Bestandteil einer Kunst- und Kulturmeile entlang der Dortmunder Königswalls, die über das Deutsche Fußballmuseum bis zum Konzerthaus Dortmund reicht.
Das Dortmunder U ist in 5 Minuten fußläufig vom Hauptbahnhof oder über die U43 und U44, Haltestelle "Westentor", mit der Dortmunder Stadtbahn aus zu erreichen.

## Geschichte

### Als Brauereigebäude

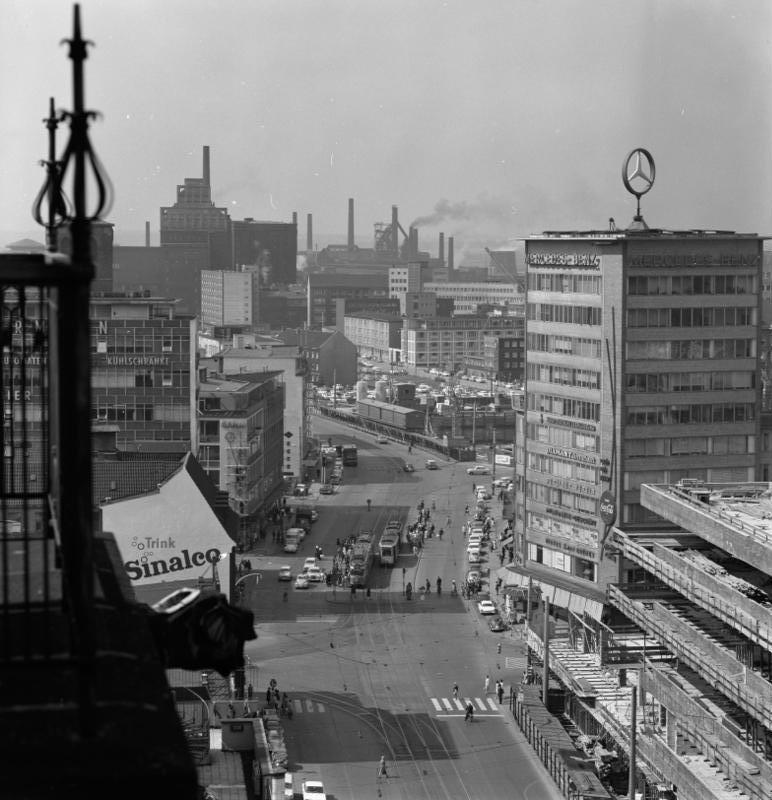
Das Kellerhochhaus der Unionbrauerei 1966

Der sieben Stockwerke umfassende und 70 Meter hohe Gewerbebau ist bautechnisch ein Hochhaus. Der scheinbar entgegengesetzt zu seiner vertikalen Ausrichtung als Kellerhochhaus, Kühlhaus und Gär- und Lagerkeller bezeichnete Komplex wurde nach Plänen des auf Brauereigebäude spezialisierten Dortmunder Ingenieurs und Architekten Emil Moog gebaut. Nach dem Baubeginn im April 1926 konnte der „Brauerturm“ nach nur 14 Monaten Bauzeit im Folgejahr in Betrieb genommen werden. Mit der neuen Produktionsstätte – hier wurde das Bier noch in offenen, verfliesten Becken vergoren – konnte die Brauerei auch an ihrem beengten, citynahen Standort ihren Ausstoß steigern. 1929 wurden zum ersten Mal mehr als eine Million Hektoliter Bier erzeugt. Die Dortmunder Union Brauerei war zeitweise die größte Brauerei Westdeutschlands.
Das mehrteilige Gebäude wurde als Stahlbetonbau erbaut und steht auf 40 Pfeilern. Die architektonische Handschrift wird an dem reinen Funktionsbau in dem zweistufigen, gitterförmigen Aufbau auf dem Hauptturm sichtbar. Nach Recherchen des Filmemachers Adolf Winkelmann, der nach Umbau zum „Zentrum für Kunst und Kreativität“ darin seine „Fliegenden Bilder“ installierte, habe der Architekt in den Zierstützen Scheinwerfer anbringen lassen, die den funktionslosen Aufbau bereits als „Lichtskulptur“ ausgeleuchtet hätten. Seit 1968 steht das vierfache, neun Meter hohe, beleuchtete, goldene „U“ als Firmenzeichen der Großbrauerei für den Leuchtturm- und Landmarkencharakter des Gebäudes.
Das Hochhaus war Teil eines umfangreichen Gebäudekomplexes, der im Laufe seines Bestehens vielfach ergänzt und erneuert wurde. Nach der Verlagerung der Brauerei nach Lütgendortmund wurden sämtliche umliegenden Gebäude abgerissen. Brau & Brunnen errichtete auf dem Gelände, angrenzend an das Hochhaus, seine neue Hauptverwaltung. Nach der Übernahme von Brau & Brunnen durch die Radeberger Gruppe wurde das Bürogebäude nicht mehr benötigt und im Februar 2007 mit dem Dortmunder U und der umliegenden Brache für 25,5 Millionen Euro an die Stadt Dortmund verkauft.

### Umbau und Wiedereröffnung als Kreativzentrum

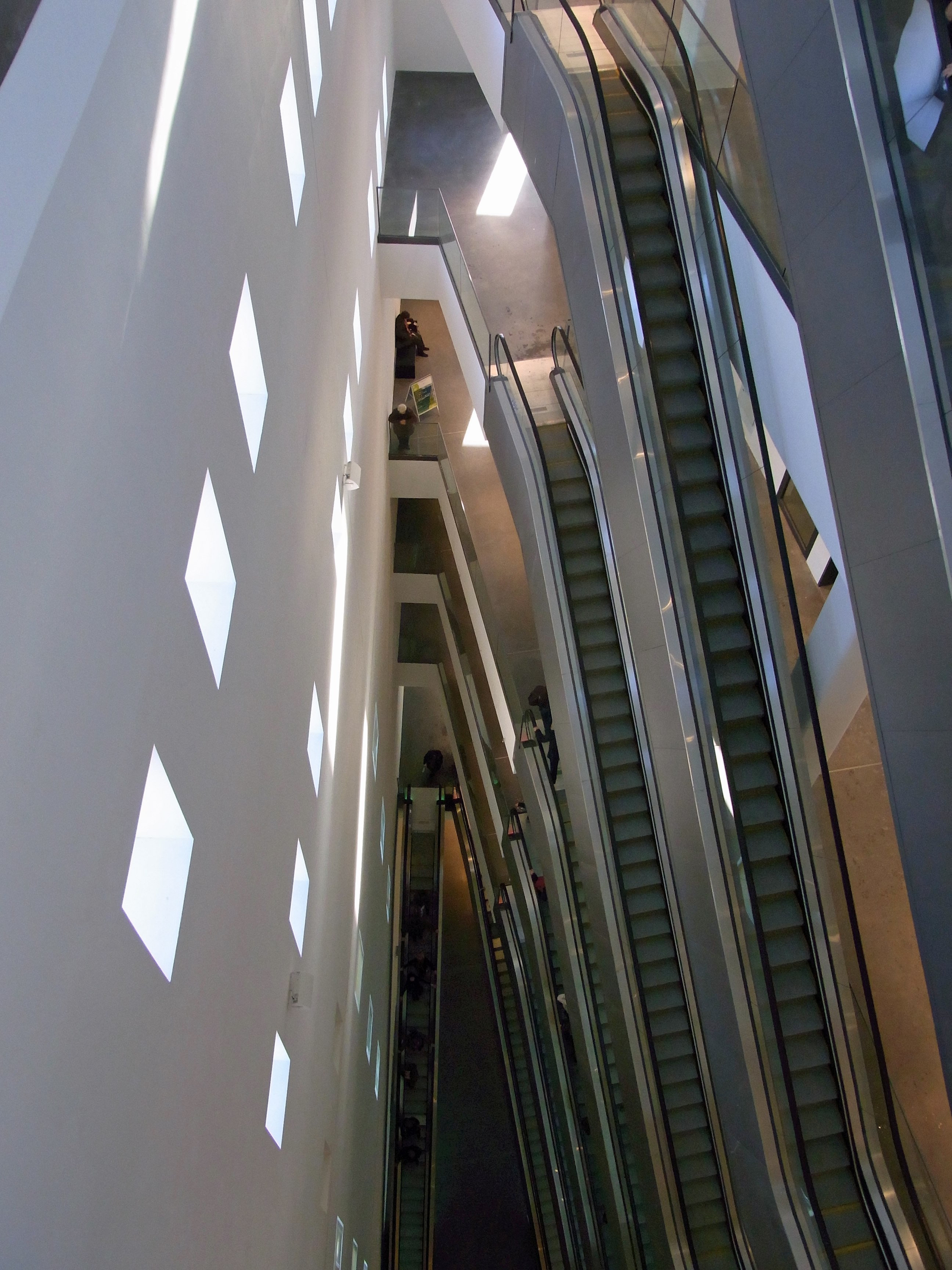
Treppenhaus

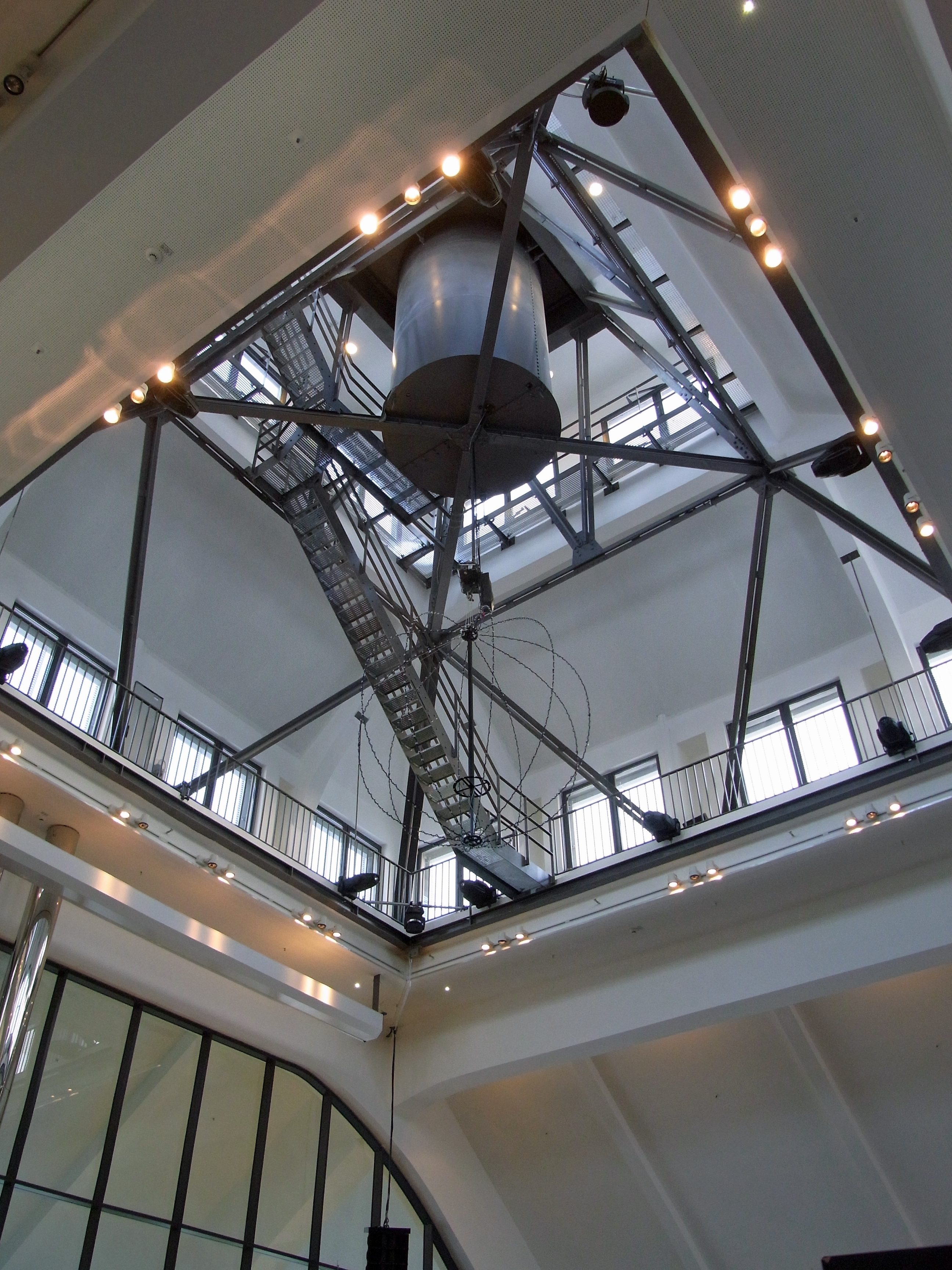
Kathedrale

Im Januar 2008 wurde ein Umbau des Gebäudes zu einem Zentrum der Kreativwirtschaft beschlossen. Das Dortmunder U wurde als das Dortmunder Leuchtturmprojekt in den Rahmen der RUHR.2010 – Kulturhauptstadt Europas aufgenommen. Am 26. Februar 2008 genehmigte die Landesregierung NRW die Umbaupläne. Das Projekt sollte insgesamt 46 Millionen Euro kosten, davon wurden 50 % aus EU-Mitteln, 20 % aus Mitteln des Landes NRW und 30 % aus Mitteln der Stadt Dortmund bestritten.
In 2015 lag die Kostenschätzung dann bei 88,2 Mio. Euro.
2016 stieg diese Zahl auf 91 Mio. Euro.
Die endgültigen Gesamtkosten sind unbekannt.
Die Planung und Ausführung der Umnutzung erfolgte durch das Dortmunder Architekturbüro Gerber Architekten unter der Gesamtleitung von Eckhard Gerber.
Die sieben Geschosse wurden im Frontbereich durchbrochen, so dass eine offene Kunst-Vertikale im Inneren dem Besucher die Dimensionen des Gebäudes offenbart und ein Zugang zu den einzelnen Ebenen gegeben ist. Die angebauten Erker, an der Westseite über drei Geschosse, im vierten Stock als sogenannte „VIP-Lounge“ und im Norden als zweigeschossige Bibliothek, sorgen für zusätzlichen natürlichen Lichteinfall. Eine Aussichtsterrasse, Gastronomie und Veranstaltungs- bzw. Ausstellungsräume machen eine vielfältige Nutzung möglich. An den Eingangsbereich wird sich, als Verbindung zum projektierten Stadtquartier, eine überdachte Piazza anschließen.
Als erstes sichtbares Zeichen der Sanierung wurde am 19. Dezember 2008 das auf dem Gebäude befindliche Wahrzeichen der Öffentlichkeit übergeben. Um 16.07 Uhr wurde das neu mit 554 Gramm Blattgold belegte Dortmunder U durch den damaligen Dortmunder Oberbürgermeister Gerhard Langemeyer und den Architekten Eckhard Gerber illuminiert.
Das Gebäude wurde am 28. Mai 2010 als Teil des Europäischen Kulturhauptstadtjahres Ruhr.2010 zum Teil eröffnet. Da bei der Sanierung des historischen Gebäudes Probleme in der Dach- und Kellerkonstruktion auftraten, waren bei dieser Eröffnung nur rund 40 Prozent des Komplexes fertig.
Die Ausstellung des in den U-Turm verlegten Museums Ostwall ist seit dem 9. Oktober 2010 wiedereröffnet, die oberste Ebene mit 15 m hoher „Kathedrale“ und Restaurant ist seit dem 18. Dezember 2010 für Besucher zugänglich.
Zu Füßen des Gebäudes soll sich entlang der Rheinischen Straße durch die kreativen Impulse, die von den Nutzern des Gebäudes ausgehen, ein neues Stadtquartier entwickeln. Im Osten entsteht der Platz von Buffalo, benannt nach einer Partnerstadt Dortmunds.

## Übersicht zur Gebäudenutzung
Seit Mai 2010 werden drei Stationen der Installation Fliegende Bilder von Adolf Winkelmann im Dortmunder U gezeigt. Die Station an der Dachkrone ist die erste Station, genannt U-Turm Bilderuhr. Weitere Stationen der fliegenden Bilder sind im Foyer die Ruhrpanoramen (derzeit (2018) nicht zu sehen) und im Treppenhaus die Kunstvertikale Neun Fenster in der Vertikalen.
Auf der Außenseite der Station an der Dachkrone sind, in einer extra für den U-Turm entworfenen Technik, 1,7 Mio. lichtstarke Outdoor-LEDs, die auf 6.000 LED-Lamellen sitzen (pro Lamelle etwa 200 LEDs), montiert und an den jeweiligen Tag und Stunde angepasste Videokunst zeigen. Die Leuchtleistung ist in der Nacht weniger intensiv eingestellt als am Tag. Die Bilderuhr auf der Dachkrone läuft täglich von 6:00 Uhr morgens bis Mitternacht. In der Zwischenzeit ist auf jeder Seite die aktuelle Uhrzeit zu sehen. Jeder Tag hat sein eigenes Motiv. Zum Sonnenuntergang zeigen sich die Erinnerungen an die Motive der letzten zwei Tage, da erfahrungsgemäß auswärtige Gäste in der Stadt zu dieser Zeit den U-Turm zu sehen bekommen. Brieftauben erscheinen von Montag bis Freitag immer zur vollen Stunde, am Wochenende sind es weiße Tauben. Bei Heimspielen von Borussia Dortmund sind schwarz-gelbe Kickerfiguren zu sehen. An speziellen Tagen (Weihnachten, Siegen des in Dortmund beheimateten Ruder-Achters, Terror-Anschlägen etc.) werden besondere Videos aufgespielt. Rund um die Uhr sind zwei Mitarbeiter im ersten Stock des U-Turms damit beschäftigt, die Videoinstallation zu überwachen und zu steuern. Die Stromkosten in Höhe von etwa 80.000 Euro jährlich werden von der Stadt übernommen.
| Ebene | Nutzung |
| ----- | --- |
|       | Dachkrone mit der Videokunst von Adolf Winkelmann                                                                         |
| 7     | Restaurant, Dachterrasse                                                                                                  |
| 6     | Ausstellungsräume ohne feste Zuordnung                                                                                    |
| 5 4   | Museum Ostwall |
| 3     | Hartware Medienkunstverein                                                                                                |
| 2     | Zentrum für Kulturelle Bildung                                                                                            |
| 1     | Fachhochschule Dortmund: Zentrales Forschungsinstitut für Bewegtbildstudien Technische Universität Dortmund: Campus Stadt |
| 0     | Kino im U – Kinoraum für ca. 160 Personen Foyer mit verschiedenen Installationen (z. B. Fulldome und Immersiver Raum)     |

## Sonderausstellungen (Auswahl)
- Reservate der Sehnsucht – Hartware Medienkunstverein, 1998[12]
- Begegnungen – Geschichte und Zukunft des Dortmunder U (Eröffnung 8. Mai 2010)
- Agents & Provocateurs, Hartware Medienkunstverein, 13. Mai – 18. Juli 2010
- Building Memory, Hartware Medienkunstverein, 28. Mai – 15. August 2010
- Westend U, Technische Universität Dortmund/Kooperation mit dem Museum Ostwall, 9. Juli – 19. September 2010
- Trust, Hartware Medienkunstverein, 31. Juli – 5. September 2010
- Fluxus – Kunst für ALLE!, Museum Ostwall, 25. August 2012 bis 6. Januar 2013
- Arche Noah. Über Tier und Mensch in der Kunst, Museum Ostwall, 15. November 2014 bis 12. April 2015
- Dieter Roth: Schöne Scheiße. Dilettantische Meisterwerke, Museum Ostwall, 21. Mai bis 28. August 2016
- Pink Floyd: Their Mortal Remains, 16. September 2018 bis 10. Februar 2019
- neue Sammlungspräsentation: Body & Soul. Denken, Fühlen, Zähneputzen, 8. Februar 2020 bis 13. November 2022
- auf Ebene 6: EFIE. The Museum as Home. 10. Dezember 2021 bis 6. März 2022
- auf Ebene 6: Kopfüber in die Kunst. Eine Ausstellung für Familien. 21. April 2024 bis 25. August 2024

## Technische Daten zum Umbau
- 798 Tonnen Stabstahl
- 458 m² Trapezbleche
- 412 Stahlprofile
- 2,693 m³ Beton
- 480 km Kabel
- Abbruchvolumen: 72.000 m³

## Galerie

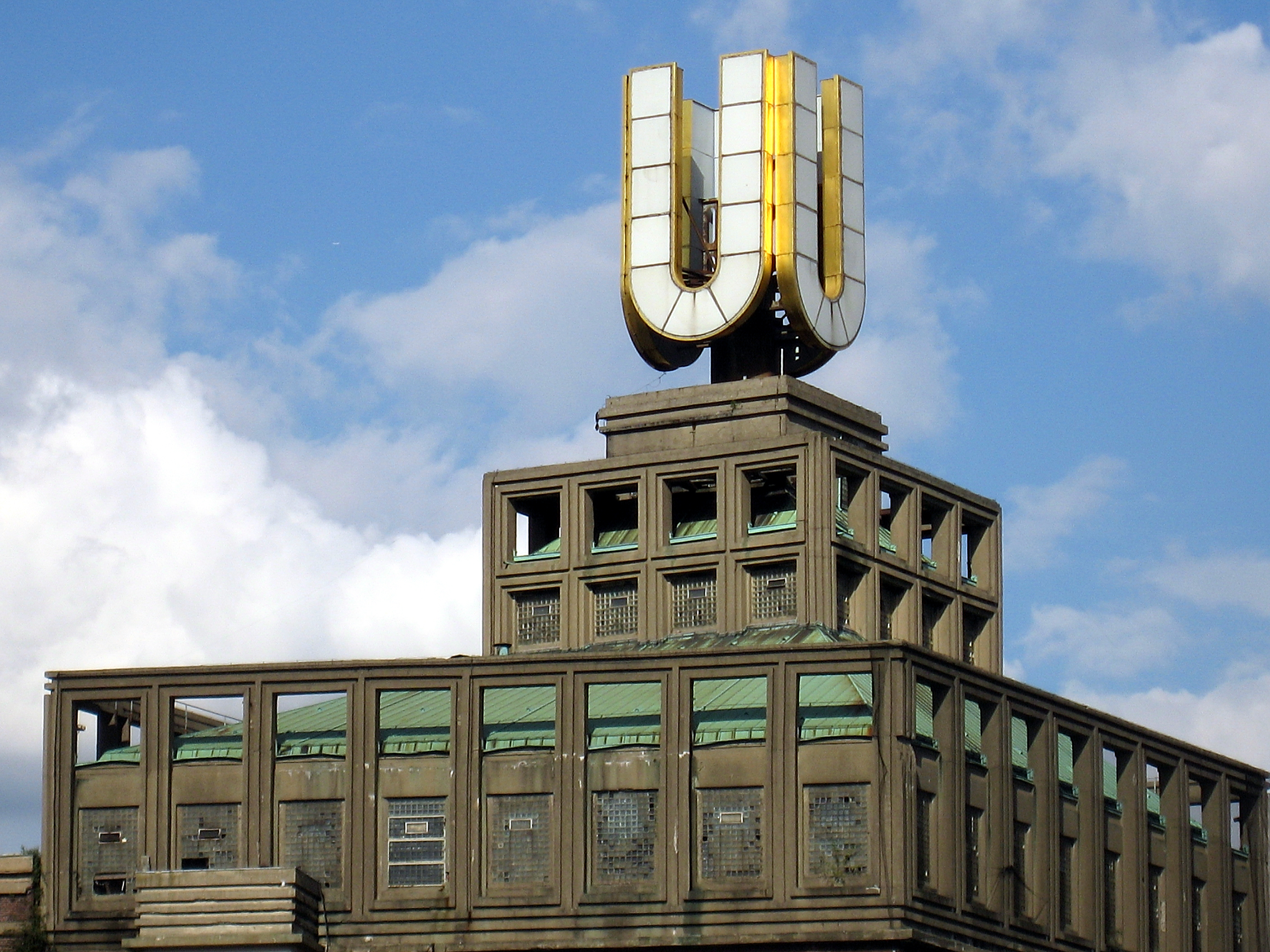
Dachaufbau des Dortmunder „U“
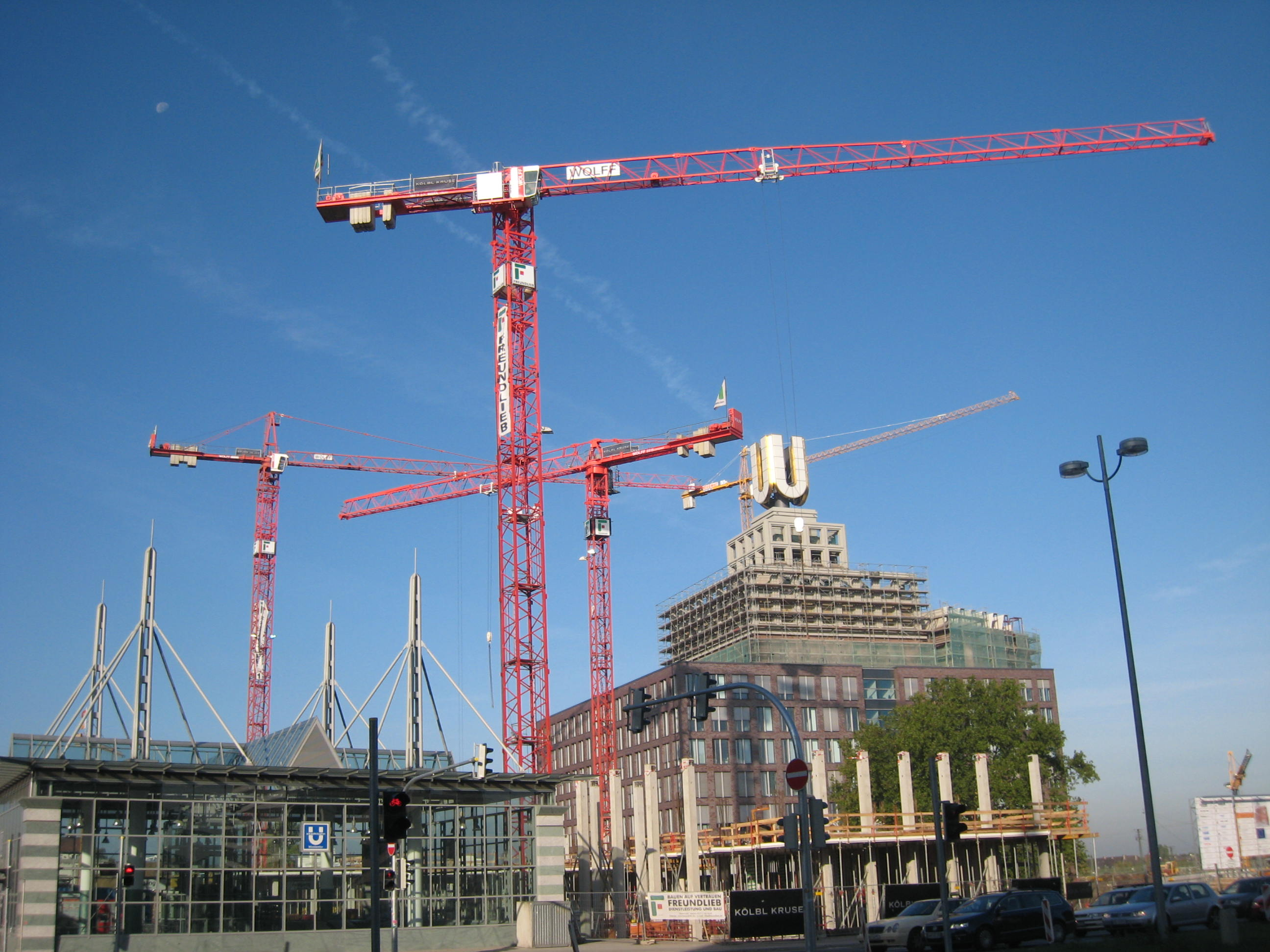
Entstehung eines neuen Stadtquartiers
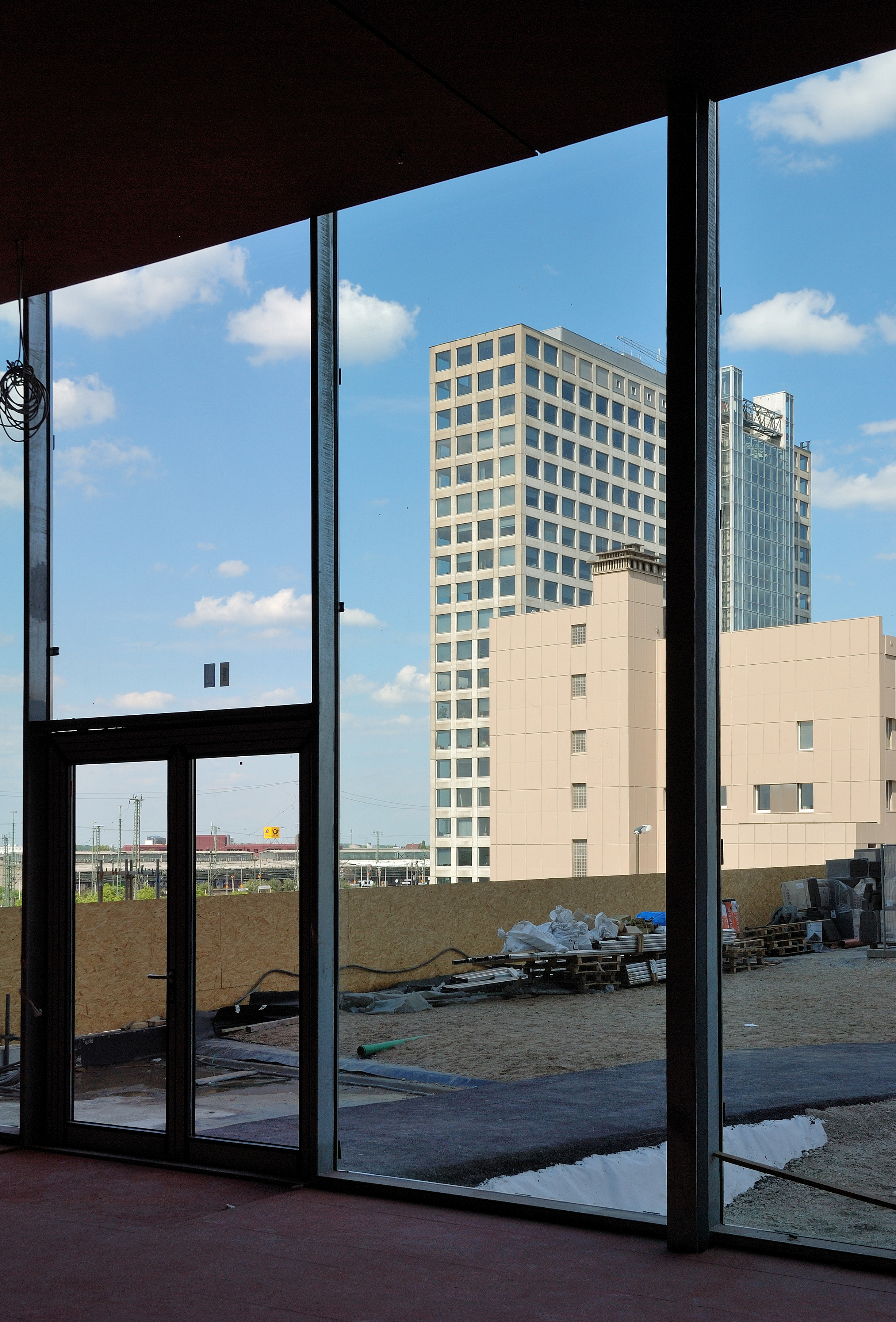
Blick aus dem Foyer auf das Harenberghaus
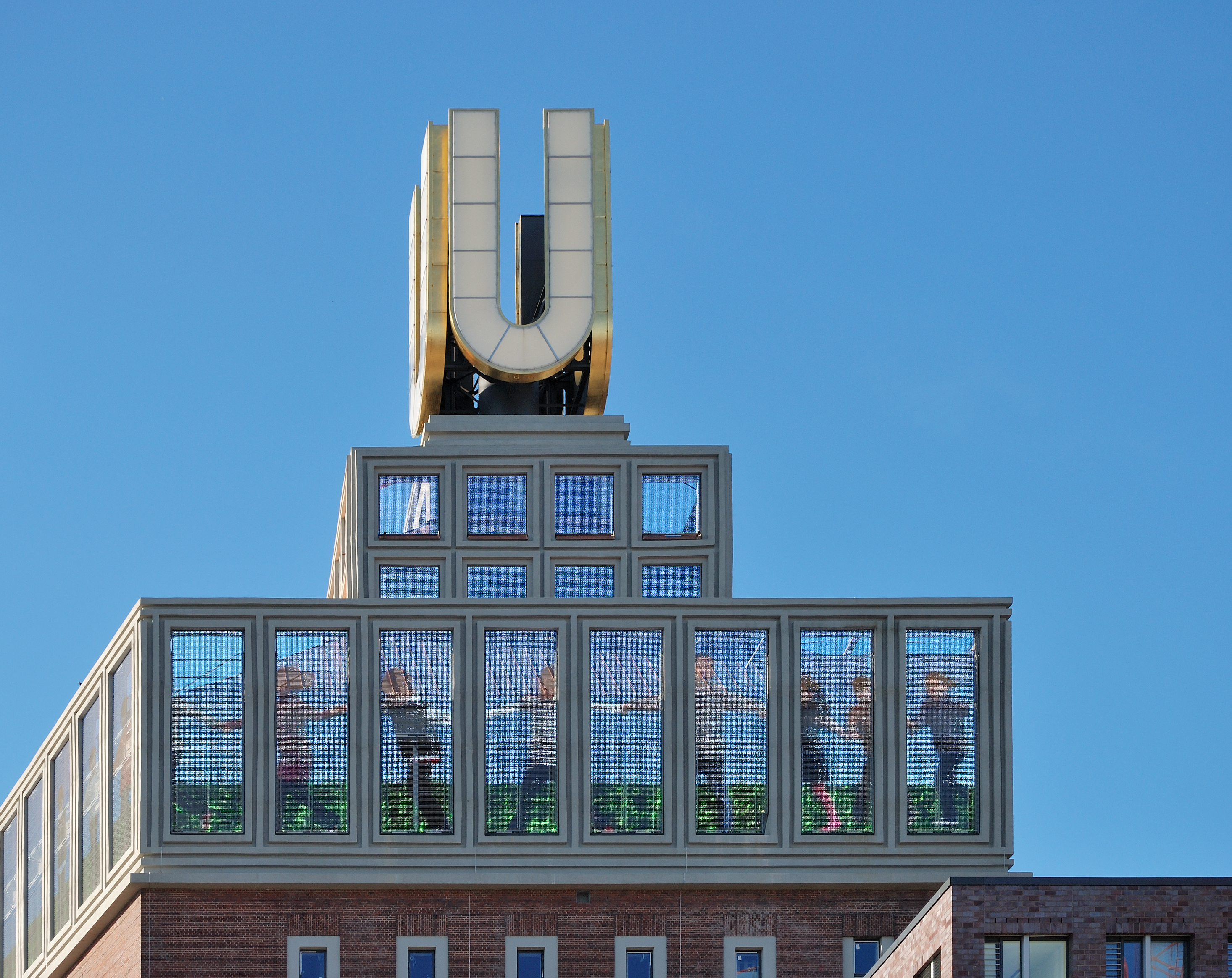
Animation Fliegende Bilder, 2010
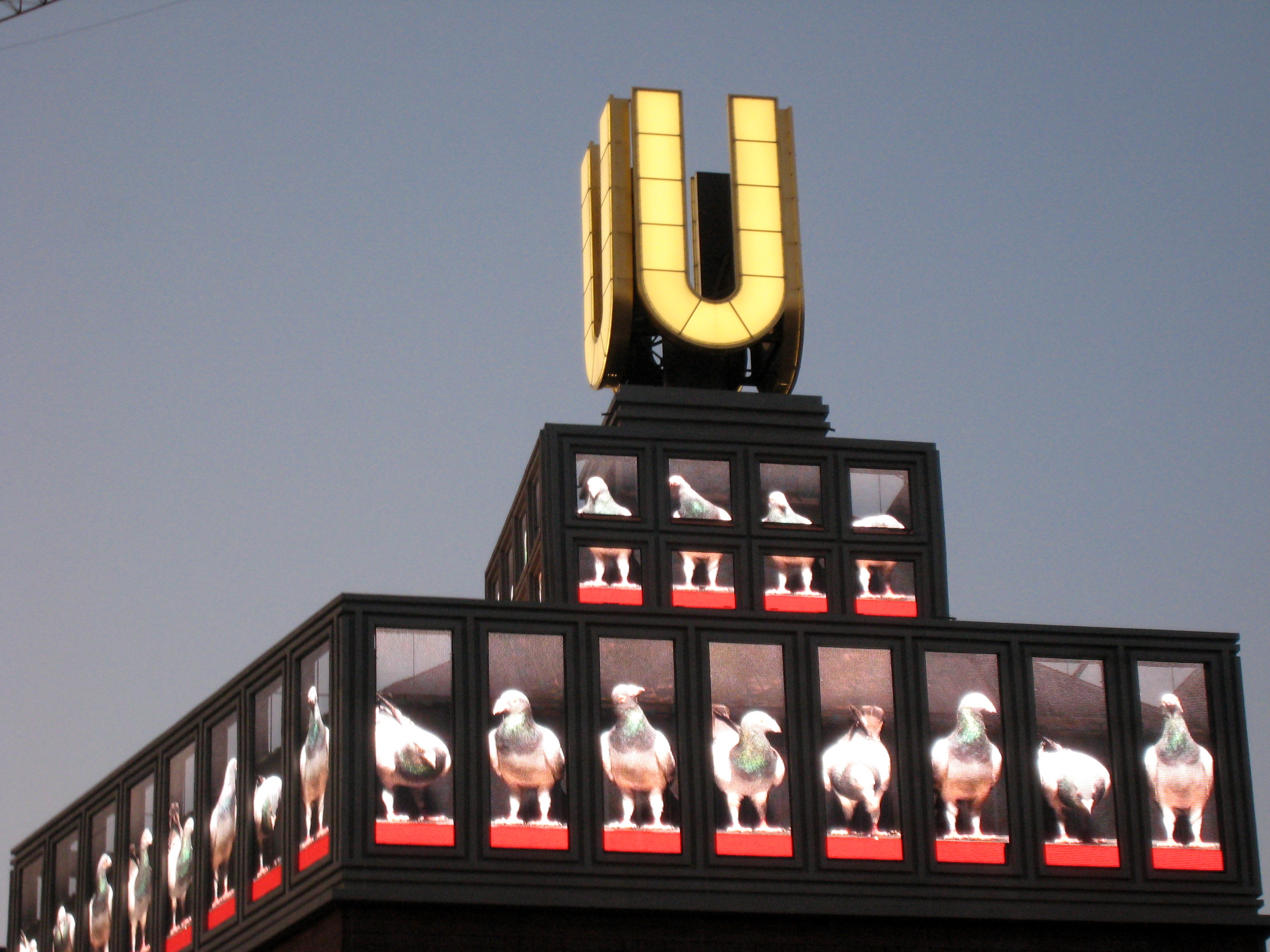
Animation Fliegende Bilder, 2010

## Sonstiges
In der fiktionalen Parallelwelt des fotografierten Superhelden-Webcomics Union der Helden ist der Dortmunder U-Turm das Hauptquartier der Helden. Dieser wurde vor sieben Jahren durch die Allianz des Bösen zerstört und erwartet zu Beginn der Geschichte der Union der Helden seine Wiedereröffnung. Die Fotos zur Feier der Rückkehr der Union der Helden an ihre alte Wirkungsstätte wurden im Rahmen der tatsächlichen Eröffnung des U-Turms am 18. Dezember 2010 produziert.